# إيلي ماتسون
إيلي ماتسون (بالإنجليزية: Eli Mattson)‏ هو مغني وعازف بيانو أمريكي، ولد في 4 نوفمبر 1981 في دولوث في الولايات المتحدة.

## وصلات خارجية
- الموقع الرسمي
- إيلي ماتسون على موقع ميوزك برينز (الإنجليزية)